# نیکلاس سلبی
نیکلاس شلبی (انگلیسی: Nicholas Selby؛ ‏ ۱۳ سپتامبر ۱۹۲۵ – ۱۴ سپتامبر ۲۰۱۰) بازیگر اهل بریتانیا بود.
از فیلم‌ها یا برنامه‌های تلویزیونی که وی در آن نقش داشته‌است، می‌توان به کریستف کلمب: اکتشاف، رؤیای شب نیمه تابستان، مکبث، شیله در زندان، جنون شاه جرج، قصه‌گو و خانه پوشالی اشاره کرد.